# Deadeye Dick (banda)
Deadeye Dick fue una banda de rock alternativo estadounidense formada en la ciudad de Nueva Orleans, reconocidos principalmente por el sencillo "New Age Girl", incluido en la banda sonora de la película Dumb and Dumber de 1994.

## Historia
La banda, conformada por el vocalista y guitarrista Caleb Guillotte, el bajista Mark Adam Miller y el baterista Billy Landry, fue creada en 1991 y tomó su nombre de la novela de Kurt Vonnegut del mismo nombre. La banda generó un grupo de seguidores leales recorriendo principalmente el sudeste de los Estados Unidos. Produjeron su primer álbum a pesar de que todavía no habían obtenido un contrato discográfico. Una canción titulada "New Age Girl" se popularizó regionalmente y se transmitió en las radios de Nueva Orleans y Atlanta.
Más adelante la banda consiguió un contrato discográfico con el sello independiente Ichiban Records. Ichiban lanzó el álbum debut del grupo, A Different Story, en 1994. Después de su lanzamiento, la canción "New Age Girl" fue seleccionada para su inclusión en la banda sonora de la película de humor de los hermanos Farrelly Dumb and Dumber. La publicidad de la película hizo que la canción se convirtiera en un éxito nacional, alcanzando el puesto número 27 en el Billboard Hot 100 en marzo de 1995. La banda lanzó su segundo álbum, Whirl, en 1995, pero no pudieron reproducir el éxito generado con "New Age Girl ". Deadeye Dick se disolvió más tarde. Caleb Guillotte y Mark Miller siguen siendo activos en la escena musical local de Nueva Orleans como productores.

## Discografía
| Año  | Título            | Sello           | Notas        |
| ---- | ----------------- | --------------- | ------------ |
| 1994 | New Age Girl      | Ichiban Records | Sencillo     |
| 1994 | A Different Story | Ichiban Records |              |
| 1995 | Whirl             | Ichiban Records |              |
| 1995 | Paralyze Me       | Ichiban Records | Sencillo     |
| 1999 | In Effect Groovy  | Independiente   | No publicado |
| 2015 | The Vault         | Independiente   |              |